# Trachymetopon liassicum
Trachymetopon liassicum è un pesce osseo estinto e appartenente ai celacantiformi. Visse nel Giurassico inferiore (Sinemuriano, circa 195 - 190 milioni di anni fa) e i suoi resti fossili sono stati ritrovati in Germania.

## Descrizione
Questo animale doveva essere molto simile a un odierno celacanto (Latimeria chalumnae), e le dimensioni potevano oltrepassare il metro e mezzo di lunghezza. La testa era dotata di un muso più sottile e largo rispetto alla forma attuale. La forma generale del corpo, però, era molto simile a quella di Latimeria, con la prima pinna dorsale alta e sostenuta da lunghi raggi e la seconda pinna dorsale dotata di una base carnosa. La coda era tipicamente dificerca, come in tutti i celacanti. 
Fra le caratteristiche distintive di Trachymetopon vi era la presenza di tre ossa estrascapolari incorporate nella volta cranica tra i sopratemporali; il sopratemporale, inoltre, era ristretto posteriormente alla porzione più larga dello scudo postparietale. Non vi era il processo discendente del sopratemporale, tipico invece di altri celacanti. Il palatoquadrato era più lungo che alto, con un ramo anteriore snello; il quadrato era largo e dotato di un margine anteriore convesso. L'osso dentale e lo spleniale erano allungati, mentre l'angolare era fortemente ornamentato e si estendeva anteriormente rispetto al processo a forma di uncino del dentale. La volta cranica e le ossa delle guance, infine, erano ornamentate da ampie rugosità.

## Classificazione
Trachymetopon liassicum venne descritto per la prima volta da E. Hennig nel 1951, sulla base di fossili ritrovati nella zona di Ohmden (Baden-Württemberg, Germania) risalenti al Sinemuriano (Giurassico inferiore). I fossili, inizialmente attribuiti da Aldinger al genere di celacanti Undina, furono attribuiti in seguito alla famiglia Laugiidae, tipica del Giurassico e comprendente anche i più piccoli Laugia e Coccoderma. Studi successivi compiuti nel 2015 hanno indicato che Trachymetopon sarebbe invece imparentato con i Mawsoniidae, un gruppo di celacanti di grandi dimensioni noti per numerose forme vissute tra il Triassico e il Cretaceo. L'attribuzione di Trachymetopon a questa famiglia ha ridefinito l'evoluzione di questo gruppo: fino a quel momento, infatti, si pensava che i Mawsoniidae si fossero sviluppati in Nordamerica nel corso del Triassico per diffondersi in Europa solo nel Cretaceo. Trachymetopon, mawsoniide europeo del Giurassico inferiore, attesterebbe la presenza di questi animali in Europa molti milioni di anni prima.